# 춘약
춘약(春藥) 또는 미약(媚藥), 음약(淫藥), 최음제(催淫劑, aphrodisiacs), 강정제(強精劑)는 성욕을 일으키는 약이다. 복용하면 사람의 몸이 흥분하며, 성적인 욕구가 들게 하는 향정신성 의약품이다.

## 같이 보기
- 페로몬
- 데이트 강간 약물
- 성욕과다증
- 불감증